# Annona (wantsen)
Annona is een geslacht van wantsen uit de familie van de Miridae (blindwantsen). Het geslacht werd voor het eerst wetenschappelijk beschreven door William Lucas Distant in 1884.

## Soorten
Het genus bevat de volgende soorten:

- Annona bimaculata (Distant, 1884)
- Annona brasiliensis Carvalho & Schaffner, 1977
- Annona fuscata Carvalho & Schaffner, 1977
- Annona lepida Carvalho & Schaffner, 1977
- Annona maiscula Carvalho & Gomes, 1972
- Annona mimica Carvalho & Schaffner, 1977
- Annona murrayi Carvalho & Schaffner, 1977
- Annona recurvata Carvalho & Schaffner, 1977
- Annona variabilis Carvalho & Schaffner, 1977